# Окупация на Цариград
Окупацията на Цариград от френски, британски и италиански войски в съответствие с Мудроското примирие и Севърския договор продължава от 13 ноември 1918 г. до 4 октомври 1923 г.
Със завземането на Цариград от чуждестранни войски приключва участието на Османската империя в Първата световна война. Окупацията създава условия за вътрешнополитически реформи, както и за премахване на Османския султанат на 1 ноември 1922 г.
Първите френски войски влизат в града на 12 ноември 1918 г., последвани от британски войски на следващия ден. Италиански войски акостират в Галата на 7 февруари 1919 г..
Съюзническите окупационни зони се разпределят по квартали на Цариград и установяват съюзническа военна администрация през декември 1918 г. Окупацията има 2 фази:
- първоначално тя е в съответствие с Мудроското примирие (до 16 март 1920 г.);
- след това е съгласно Севърския договор, чието действие е прекратено с Лозанския договор от 24 юли 1923 г.

Последните съюзнически войски напускат града на 4 октомври 1923 г., а на 6 октомври същата година влизат първите войски на Турция.
Това е първата промяна на владението на Цариград, откакто османските турци превземат столицата на Византия през 1453 г.